# Cronologia da aviação
Esta é uma cronologia da aviação.

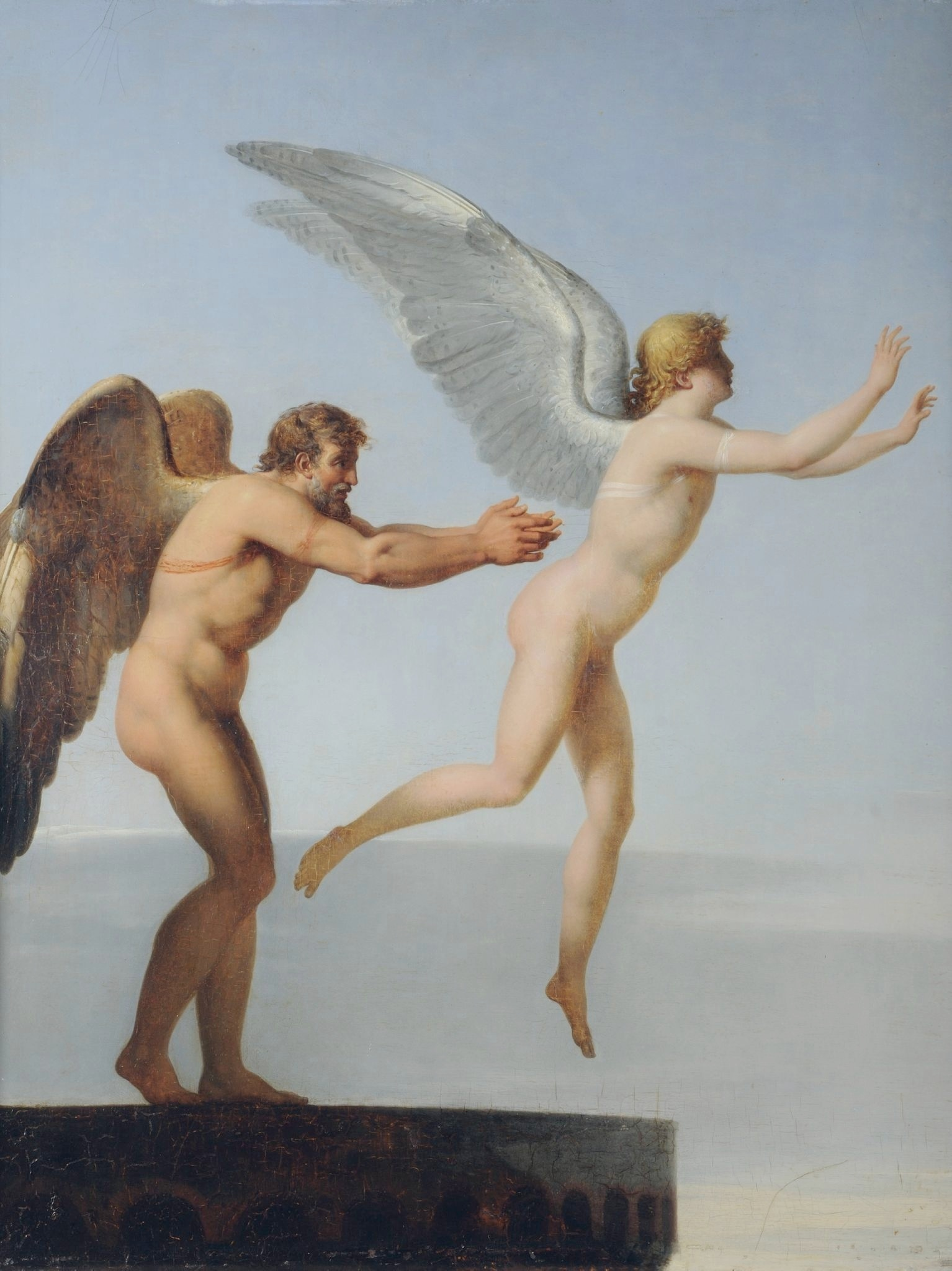
Icarus e Daedalus de Charles Paul Landon.

- 3 de agosto de 1709: O padre português Bartolomeu de Gusmão faz voar uma pequena miniatura de um balão de ar quente perante a corte portuguesa, provando que instrumentos voadores são possíveis.[1]
- 5 de junho de 1783: Levanta voo o primeiro balão de ar quente em tamanho real e tripulado, criado pelos Irmãos Montgolfier.
- 4 de junho de 1784: A cantora de ópera francesa, Madame Élisabeth Thible, torna-se a primeira mulher a voar com o primeiro balão.
- 15 de junho de 1785: O químico francês Jean-François Pilâtre de Rozier e seu companheiro, Pierre Romain, morrem em um acidente de balão e tornam-se as primeiras vítimas de acidentes aéreos. O acidente ocorreu durante uma tentativa de atravessar o Canal da Mancha.
- 9 de janeiro de 1793: Jean Pierre Blanchard, um piloto francês, realiza o primeiro voo de balão na América onde ocorre em Filadélfia, Estados Unidos.
- 22 de outubro de 1797: André-Jacques Garnerin, engenheiro francês, realiza o primeiro salto de paraquedas da história, durante um voo de balão sobre o parque de Monceau, em Paris. Seis anos depois, em 1803, juntamente com Edward Hawke Locker, administrador do hospital naval real de Greenwich, atravessam de balão um trajeto de 395 km entre Paris (França) e Clausen (Alemanha).
- 18 de agosto de 1805: Sophie Blanchard, mulher de pioneiro de balonismo Jean Pieere Blancard, torna-se a primeira mulher a pilotar o próprio balão em Toulouse.
- Thomas Cochrane, voa em uma espécie de pipa pertencente a Marinha Real Britânica, partindo da fragata HMS Pallas, para espalhar como propaganda, folhetos ao longo da costa da França. É a primeira utilização de um dispositivo aéreo em uma guerra marítima, durante as  Guerras Napoleônicas.
- 22 de Setembro de 1812: O italiano Francesco Zambeccari morre em  Bologna, quando o seu balão pega fogo e explode na aterrissagem.
- 6 de julho de 1819: Sophie Blanchard torna-se a primeira mulher a morrer de um acidente aéreo com um balão sobre os jardins de Tivoli, Paris, França, durante um evento de exposição. Os fogos de artifício lançados por ela acabaram por incendiar o seu balão.
- 12-25 de julho de 1849:  Enquanto realiza um bloqueio naval à cidade de Veneza, que se rebelara junto com a então chamada República de São Marcos para proclamar sua independência da Áustria, a marinha austríaca lança balões de ar quente não tripulados equipados com cargas explosivas a partir do convés do navio a vapor Vulcano em uma tentativa de bombardear a cidade. Mesmo não ocorrendo o bombardeio, é o primeiro uso de balões para um ataque militar.
- 1858: O fotógrafo francês Félix Nadar realiza a primeira fotografia aérea em Paris.
- 1861-1865: Durante a Guerra Civil Americana, balões de observação são constantemente utilizados, tanto pelas tropas da união quanto pelas tropas confederadas, para vigiar posições inimigas e elaborar táticas de ataque.
- 1870-1871: Durante a Guerra franco-prussiana, balões são utilizados para o transporte de pessoas e cartas para fora da sitiada cidade de Paris. Foram 66 voos, dos quais 58 pousaram em segurança, transportando 110 passageiros e por volta de 3 milhões de cartas. Um dos balões bate um recorde mundial de distância ao parar, acidentalmente, na costa da Noruega.
- 13 de dezembro de 1872: O pesquisador alemão Paul Haenlein testa o primeiro dirigível com um motor de combustão interna em Brunn, na Áustria-Hungria, alcançando 19 km/h (12 mph); o motor era à base da queima do gás de carvão, tirado a partir do seu balão. Os testes são interrompidos devido a uma escassez de dinheiro.
- 4 de julho de 1880: Mary H. Myers torna-se a primeira mulher norte-americana a pilotar o seu próprio balão.
- 28 de Agosto de 1883: John Joseph Montgomery, engenheiro norte-americano, realiza o primeiro voo em planador nos EUA.
- 9 de Agosto de 1896:  Otto Lilienthal, piloto alemão creditado como o primeiro homem a manejar repetidas vezes um aparelho mais pesado que o ar na atmosfera, em um projeto que daria origem à asa delta, sofre grave acidente, quando, durante um voo, ele estolou e caiu de 17 metros de altura; ele faleceu no dia seguinte.
- 2 de julho de 1900: Ferdinand Graf von Zeppelin realiza o primeiro voo de um dirigível rígido, o LZ1.
- 19 de outubro de 1901: O brasileiro Alberto Santos-Dumont voa seu dirigível número 6, rodando a Torre Eiffel e ganhando o Prêmio Deutsch.
- 17 de janeiro de 1902: Gustave Whitehead reivindica um voo circular de 11 km sobre a água numa máquina voadora motorizada de 40 hp com rodas e flutuadores. Ele supostamente pousou na água próximo ao ponto de partida, e ajudantes retiraram-no da água.
- 4 de fevereiro de 1902: Robert Falcon Scott e Ernest Shackleton realizam o primeiro voo de um balão na Antártida.
- 12 de maio de 1902: O brasileiro Augusto Severo e o engenheiro francês Georges Saché voaram o balão semirrígido Pax, desenhado por Severo, sobre Paris para seu voo inaugural. Eles perderam o controle do veículo, que pegou fogo e explodiu 366 m acima do Cemitério do Montparnasse, matando ambos instantaneamente.[2]
- 15 de maio de 1902: Lyman Gilmore, dos Estados Unidos, revindicou mais tarde[3] ter sido a primeira pessoa a fazer um voo motorizado (um planador movido a vapor), nesta data, mas não houve testemunhas.
- 29 de junho de 1903: Aída de Acosta torna-se a primeira mulher a pilotar uma aeronave, o dirigível N-9, construído por Santos Dumont.
- 17 de dezembro de 1903: Os Irmãos Wright realizam o primeiro voo de aeroplano, com impulsão mecânica ("catapulta") chamado Wright Flyer.[4]
- 5 de outubro de 1905: Wilbur Wright voa por 40 minutos, recorrendo 39 km.
- 14 de outubro de 1905: A Fédération Aéronautique Internationale (FAI) é fundada em Paris.
- 23 de outubro de 1906: O brasileiro Alberto Santos-Dumont realiza o primeiro voo do avião com impulsão própria, chamado 14-Bis em Paris, França.
- 13 de novembro de 1907: O primeiro helicóptero é pilotado pelo inventor francês Paul Cornu.
- novembro de 1907: O Demoiselle, também conhecida como Libellule, foi o melhor modelo de avião criado pelo aviador brasileiro Santos Dumont; foi sendo desenvolvido até 1909. Os "Demoiselle" foram os menores e mais baratos aviões de sua época. A intenção de Santos Dumont era que essas aeronaves fossem fabricadas em larga escala e com isso popularizar a aviação. Como o inventor disponibilizava os planos a quem se interessasse. Esse foi o primeiro avião do Mundo a ser produzido em série.
- 14 de maio de 1908: Wilbur Wright faz o primeiro voo de um avião carregado com duas pessoas, portando a Charles Furnas como passageiro.
- 17 de setembro de 1908: O tenente estadunidense Thomas Etholen Selfridge torna-se a primeira pessoa a morrer na queda de um aeroplano motorizado, um biplano Wright Flyer em Fort Myer.
- 7 de setembro: O primeiro aeródromo do Exército dos Estados Unidos é inaugurado em College Park, Maryland.
- 7 de janeiro de 1910: na cidade de Osasco, Dimitri Sensaud de Lavaud, pilotando seu avião São Paulo, realiza o primeiro vôo da América Latina.[5][6]
- 13 de maio de 1912: O rei britânico Jorge V aprova a criação da Royal Flying Corps, a precursora da Royal Air Force do Reino Unido.
- 28 de fevereiro de 1913: A Aeronáutica Militar Espanhola é criada pelo Real Decreto Espanhol.
- 23 de setembro de 1913: Roland Garros realiza a primeira travessia aérea sem escalas do Mediterrâneo.
- 17 de setembro de 1916: A bordo de um Albatros D. II, Manfred von Richthofen ganha sua primeira vitória aérea sobre Camabai, França.
- 14 de Junho de 1919: John Alcock e Arthur Whitten Brown, capitães da força aérea inglesa, realizam o primeiro voo transatlântico sem escalas da história, da Ilha de Terra Nova (Canadá) até Clifden (Irlanda).
- 7 de outubro de 1919: É fundada a primeira companhia aérea do mundo, KLM (Royal Dutch Airlines).
- 1921: Anésia Pinheiro Machado foi a primeira mulher a receber um brevet internacional pelo Aéro Club do Brasil
- 30 de março de 1922: Os aeronautas portugueses Gago Coutinho e Sacadura Cabral fazem a primeira travessia aérea do Atlântico Sul.
- 8 de abril de 1922, Anésia Pinheiro Machado, é, ao lado de Ada Rogato e Teresa De Marzo, uma das três primeiras mulheres piloto da aviação brasileira. Ada Rogato foi também a primeira piloto agrícola do país e primeira paraquedista.
- 14 de março de 1927: A Pan American World Airways, companhia aérea estadunidense mais conhecida como PanAm, é fundada.
- 28 de Abril de 1927: Os brasileiros João Ribeiro de Barros, Newton Braga e João Negrão tornam-se pioneiros ao fazer uma travessia aérea de Gênova (Itália) até Fernando de Noronha (PE) a bordo do hidroavião Jahú.
- 7 de maio de 1927: A VARIG, companhia aérea brasileira conhecida mundialmente, é fundada.
- 20 de maio de 1927: O aviador norte-americano Charles Lindbergh entra para a história com seu avião "The Spirit of Saint Louis" ao realizar o primeiro voo transatlântico solitário, sem escalas, da história, partindo do Condado de Nassau (Nova York) até Paris (França). Torna-se celebridade internacional.
- 11 de junho de 1928: O primeiro voo de foguete tripulado é realizado em Wasserkuppe.
- 21 de março de 1930: A Força Aérea do Chile é criada.
- 21 de maio de 1932: Amelia Earhart torna-se a primeira mulher a voar sozinha sobre o Oceano Atlântico.
- 30 de agosto de 1933: A companhia aérea francesa Air France é criada.
- 4 de novembro de 1933: A companhia aérea paulista VASP é criada.
- 12 de novembro de 1933: A VASP, faz seus dois primeiros voos para o interior paulista, partindo de Aeroporto Campo de Marte na cidade de São Paulo com destino a São Carlos e São José do Rio Preto; Ribeirão Preto e Uberaba-MG.
- 9 de março de 1935: Hermann Göring anuncia a criação da força aérea alemã, Luftwaffe.
- 2 de julho de 1937: Amelia Earhart desaparece no oceano Pacífico, perto da Ilha Howland enquanto tentava realizar um voo ao redor do globo. Foi declarada morta no dia 5 de janeiro de 1939.
- 12 de junho de 1944: Inglaterra sofre o primeiro ataque de bombas mísseis V-1.
- 7 de dezembro de 1941: Ataque aéreo dos japoneses à base norte-americana Pearl Harbor.
- 18 de setembro de 1947: A Força Aérea dos Estados Unidos é instituída.
- 1950: Ada Rogato foi a primeira piloto brasileira a atravessar os Andes e a selva amazônica.
- 1 de agosto de 1951: A companhia aérea japonesa Japan Airlines é criada.
- 15 de julho de 1954: Primeiro voo do Boeing 707, um avião comercial norte-americano.
- 4 de outubro de 1957: Os soviéticos lançaram o primeiro satélite artificial Sputnik 1.
- 29 de julho de 1958: Presidente Dwight D. Eisenhower, dos Estados Unidos, assina a lei que cria a NASA (National Aeronautic and Space Administration).
- 2 de março de 1959: Aerolíneas Argentinas inicia voos comerciais internacionais.
- 1 de abril de 1960: O primeiro satélite meteorológico Tiros 1 é lançado.
- 12 de abril de 1961: O cosmonauta soviético Yuri Gagarin torna-se o primeiro homem a viajar pelo espaço, a bordo da espaçonave Vostok 1.
- 10 de julho de 1962: O primeiro satélite de telecomunicação Telstar é lançado.
- 16 de junho de 1963: A cosmonauta soviética Valentina Tereshkova torna-se a primeira mulher no espaço.
- 9 de abril de 1967: Primeiro voo do Boeing 737.
- 31 de dezembro de 1968: Tupolev Tu-144 torna-se o primeiro avião supersônico comercial do mundo.
- 2 de março de 1969: O avião supersônico Concorde faz o primeiro voo.
- 21 de julho de 1969: O astronauta norte-americano Neil Armstrong torna-se o primeiro homem a pisar na Lua.
- 30 de maio de 1975: A Agência Espacial Europeia (ESA) é criada pelos nove países europeus com a assinatura da convenção.
- 27 de março de 1977: Dois Boeings 747 colidem no aeroporto de Santa Cruz de Tenerife, matando 583 pessoas e ferindo outras 61, naquele que é considerado até hoje, o maior desastre aéreo da história da aviação.
- 12 a 17 de agosto de 1978: Primeira travessia do Oceano Atlântico em um balão por 5 dias e 17 horas.
- 24 de junho de 1982: Jean-Loup Chrétien torna-se o primeiro astronauta francês no espaço.
- 28 de janeiro de 1986: A espaçonave norte-americana Challenger explode 73 segundos e mata a tripulação de sete astronautas, inclusive a professora da escola Christa McAuliffe após ter sido lançada.
- 8 de março de 2000: Os Correios do Brasil lançam um selo em homenagem às mulheres pioneiras da aviação no país.
- 28 de abril de 2001: Dennis Tito, multimilionário norte-americano, torna-se o primeiro viajante espacial a voar na nave russa Soyuz TM-32.
- 11 de setembro de 2001: Quatro aviões sequestrados pelos terroristas da Al-Qaeda colidem contra as torres do World Trade Center, uma de alas do Pentagóno e o campo de Shanksville. É o maior atentado da história.
- 10 de abril de 2003: O fim dos voos comerciais do Concorde é anunciado pelas Air France e British Airways.
- 27 de abril de 2005: Primeiro voo do avião comercial Airbus A380.
- 5 de maio de 2005: Primeiro voo do jato Falcon 7X.
- 13 de maio de 2005: Primeiro voo do avião a jato Falcon 900DX.
- 28 de setembro de 2006: A primeira mulher turista do mundo, Anousheh Ansari, desembarca após uma viagem de 10 dias à Estação Espacial Internacional.